# Эрнан Пераса Младший
Эрнан (или Фернан) Пераса де Айяла, также известный как Эрнан/Фернан Пераса Младший («Эль Ховен») или Жених («Эль Мозо») (исп. Diego García de Herrera y Ayala; около 1450, Севилья — 20 ноября 1488, Сан-Себастьян-де-ла-Гомера) — кастильский дворянин и конкистадор, участвовавший в европейском завоевании Канарских островов в XV веке.
Пераса был также территориальным сеньором островов Гомера и Иерро.

## Биография
Эрнан Пераса Младший родился в городе Севилья примерно в 1450 году. Он был сыном Диего Гарсиа де Эррера (ок. 1417—1485) и Инес Пераса де лас Касас (ок. 1424—1503), сеньоров Канарских островов по наследству своего деда, Эрнана Пераса Старшего, и, следовательно, был членом влиятельной семьи Пераса, которая сыграла важную роль в истории Канарских островов.
В 1477 году он стал управлять островом Ла-Гомера от имени своих родителей, обосновавшихся на Лансароте, и в следующем году остров был официально передан ему. Пераса столкнулся с несколькими восстаниями аборигенов в последующие годы, мотивированные его деспотическим правительством.
В мае 1481 года капитан Хуан Рехон случайно прибыл на остров со своей семьей и несколькими людьми, и его хорошо принял гомеранский народ Мулагуа. Рехон, однако, ранее был в конфронтации с отцом Перасы, Диего де Эррера, в 1479 году, когда Рехон отправился на остров Лансароте, чтобы попросить помощи у Эрреры, но он не согласился, потому что его сопровождали вассалы сеньора, который они спровоцировали своими действиями в известном «Pesquisa de Cabitos» («Поиск / поиск коз»), который определил принадлежность завоеванных островов. Историк Хуан де Абреу Галиндо утверждает, что Эрнан по приказу своего отца не позволил Рехону высадиться в порту Арресифе. Поэтому, когда Пераса, который несколько лет назад отдалился от своего отца Диего де Эрреры, узнал о присутствии Рехона, он послал нескольких вассалов, чтобы арестовать его и привести к Перасе. Рехон отказался, и каждый столкнулся с другим, в результате чего Рехон был заколот копьем.
Эльвира де Сотомайор, вдова Рехона, и другие родственники подали в суд жалобы на Перасу за убийство капитана, будучи вызванными в присутствии католических монархов. В качестве условий королевского прощения, достигнутого благодаря заступничеству высокопоставленных друзей и родственников Перасы в суде, он был вынужден жениться на Беатрис де Бобадилья-и-Ульоа-Оссорио, а также был вынужден участвовать в завоевании Гран-Канарии, которое происходило в то время. Так, в 1482 году Пераса двинулся на Агаэте с примерно восемьюдесятью своими гомерскими вассалами, переводчиком Хуаном Майором и примерно 70-80 мужчинами, оставленными его отцом с Лансароте и Фуэртевентуры, и сотрудничал с Алонсо Фернандес де Луго. Вместе им удалось захватить короля (или гуанартеме) Галдара, Тенесора Семидана, который после крещения сотрудничал с завоевателями, привлекая многих из своих бывших вассалов, что вскоре после этого привело к завершению завоевания.
После завоевания Гран-Канарии в 1483 году Эрнан Пераса вернулся на Ла-Гомеру. В это время он заключил договор о союзе — «пакт Гуахедун» — с гомерскими кантонами, которые не признали его владыкой. Это соглашение, которое Пераса и кастильцы понимали как акт подчинения, состояло из символического побратимства между Пераса и гомерцами, когда они пили молоко из одного сосуда.
В 1486 году Эрнан Пераса получил остров Иерро от своей матери Инес Пераса, а в 1488 году майорат Канарских островов. В том же году Пераса был осажден в башне Сан-Себастьян мятежными гомерцами, который через свою мать попросил помощи у губернатора Гран-Канарии Педро де Вера. Аборигены были побеждены, им отомстили и продали в рабство.
Жестокое обращение Эрнана Перасы с аборигенами, а также разоблачение его скандального романа с Ибаллой, аборигенкой на стороне Ипалана и его «сестрой» по Гуахедунскому пакту, привели к тому, что его судил и казнил гомеранский воин и лидер Отакуперче, двоюродный брат Ибаллы, который затем возглавил восстание Гомеры в 1488 году. Смерть Эрнана Перасы и последующие судебные процессы между его вдовой и его матерью заставили последнюю отозвать майорат в 1503 году, незадолго до ее смерти в начале того же года.

## Личная жизнь
Эрнан Пераса Младший был членом семьи Пераса, влиятельной силы в Севилье и на Канарских островах. В браке по договоренности Пераса женился на придворной даме Беатрис де Бобадилья по приказу королевы Кастилии Изабеллы I в 1482 году. Беатрис происходила из могущественной и богатой семьи Бобадилья, но получила печально известное прозвище «Охотница» за свои, по слухам, отношения с мужем Изабеллы, королем Фердинандом II Арагонским и, позже, Христофором Колумбом. Этот брак был одним из условий для Пераса, чтобы получить королевское прощение за его участие в убийстве капитана Хуана Рехона.
У пары был сын Гильен Пераса де Айяла, который позже стал первым графом Ла-Гомера , а также дочь Инес де Эррера-и-Айяла, вышедшая замуж за Педро Фернандеса де Луго, второго аделантадо Канарских островов.
Пераса был убит воином Хаутакуперче 20 ноября 1488 года во время вышеупомянутого восстания туземцев на острове Гомера.